# Saxenkam
Saxenkam ist ein Gemeindeteil des Marktes Neubeuern im oberbayerischen Landkreis Rosenheim. Der Ort liegt östlich des Kernortes Neubeuern.
Westlich fließt der Aubach und verläuft die Staatsstraße 2359.

## Sehenswürdigkeiten

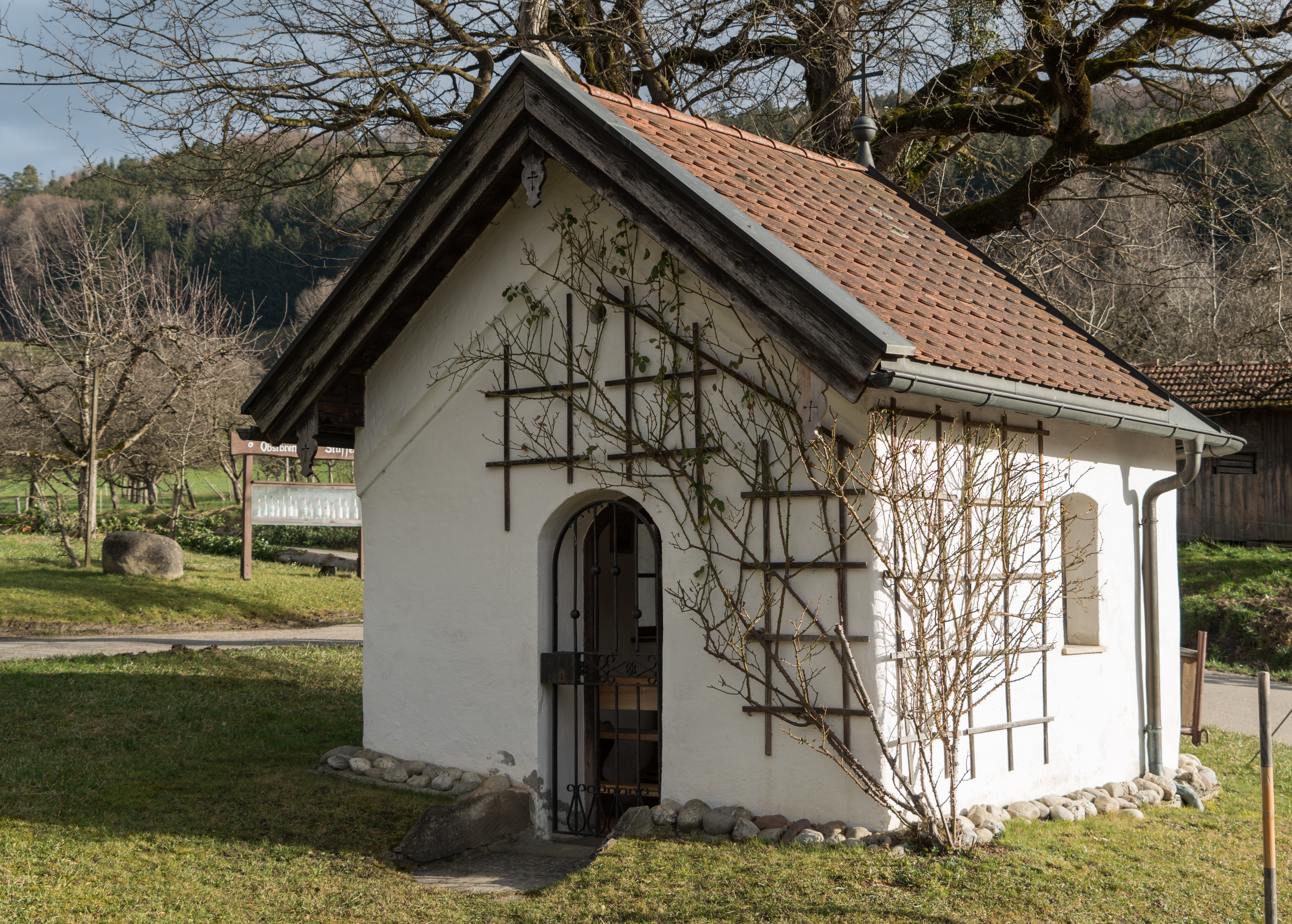
Lourdeskapelle

In der Liste der Baudenkmäler in Neubeuern sind für Saxenkam zwei Baudenkmale aufgeführt:
- Die in der 2. Hälfte des 19. Jahrhunderts errichtete Lourdeskapelle ist ein historistischer Satteldachbau mit Putzgliederungen.
- Das Bauernhaus Saxenkam 7 ist ein Einfirsthof. Der zweieinhalbgeschossige Flachsatteldachbau aus unverputztem Bruchsteinmauerwerk hat eine Hochlaube. Die Firstpfette ist bezeichnet 1851.

Neben der Lourdeskapelle steht ein als Naturdenkmal eingetragener Maulbeerbaum.